# Okraina Oriental
```
   |-
       |
Erro:
:  
valor não especificado para "
nome_comum
"
```

A Okraina Oriental Russa (em russo:  Российская Восточная Окраина) foi um governo local que existiu na região do Extremo Oriente Russo em 1920, durante a Guerra Civil Russa de 1917–1923.

## História
Em 1919, as forças do Movimento Branco na Sibéria Ocidental foram derrotadas pelos Bolcheviques. Em 4 de janeiro de 1920, o Governante Supremo da Rússia, Aleksandr Kolchak, emitiu uma ordem transferindo para Grigori Mikhailovitch Semionov "todo o poder civil e militar no território das regiões orientais da Rússia".
Com base nessa ordem, em 16 de janeiro de 1920, Grigori Semionov anunciou em Tchita a criação do "Governo das Regiões Orientais da Rússia", com Sérgio Taskin como seu líder. As ações de Semyonov foram apoiadas pelos comandantes das tropas japonesas na Sibéria.
Em 6 de abril de 1920, uma Assembleia Constituinte convocada às pressas reuniu-se em Verkhneudinsk e proclamou a criação de uma administração separada: a República do Extremo Oriente. Em 14 de maio, os comandantes japoneses concordaram em conversar com a FER, orientada pelos bolcheviques, e em 24 de maio começaram as negociações na  ru Estação Ferroviária, 125 quilômetros a oeste de Chita. Os japoneses insistiram que o Governo das Regiões Orientais da Rússia deveria ser uma parte igual nas negociações para a criação de um governo unificado no Extremo Oriente, mas a FER discordou, e as negociações foram interrompidas no início de junho.
Em 3 de julho de 1920, o Japão emitiu uma proclamação sobre a evacuação das tropas japonesas da Sibéria. Semyonov entendeu que não poderia sobreviver sem o apoio japonês. Ele pediu ao governo japonês que atrasasse a evacuação por quatro meses e tentou negociar uma fusão com o Governo do Zemstvo do Território Marítimo, mas sem sucesso.
As negociações em Gongota foram retomadas em 10 de julho de 1920, e em 17 de julho os representantes da FER e os oficiais militares japoneses na Sibéria assinaram o Acordo de Gongota. Os termos acordados previam a evacuação japonesa do Transbaikal e o estabelecimento de uma zona neutra de fronteira entre os territórios das partes envolvidas. Os Brancos entenderam que não poderiam parar os Vermelhos sem o apoio japonês e começaram a recuar para o sudeste, preparando-se para retirar-se para o território chinês. Apenas pequenas forças militares Brancas ainda controlavam Chita, bloqueando a Ferrovia Transiberiana.
Em setembro de 1920, uma  ru foi organizada sob os auspícios de Semyonov, e ele transferiu seus poderes civis para ela. Ao mesmo tempo, as forças militares da FER, disfarçadas como grupos independentes de Partisan, começaram a avançar pela zona neutra em direção a Chita; em 15 de setembro, uma assembleia de trabalhadores da Região do Transbaikal Oriental em Nerchinsk proclamou a criação de um Comitê Revolucionário Regional para o Transbaikal Oriental. Em 15 de outubro, as tropas japonesas deixaram Chita, e os Vermelhos exigiram a rendição da guarnição dos Brancos na cidade. Os Brancos recusaram, e em 19 de outubro os Vermelhos começaram a avançar sobre Chita, que foi capturada em 22 de outubro. Em 25 de outubro, o governo da FER mudou-se de Verkhneudinsk para Chita. No final de outubro, a Assembleia Provisória do Transbaikal Oriental, durante uma sessão conjunta com o Comitê Revolucionário Regional de Nerchinsk, declarou sua própria dissolução, e três governos pró-soviéticos do Extremo Oriente se uniram na FER unificada. A Okraina Oriental, sem território, colapsou, e Semyonov e suas tropas restantes exilaram-se no território chinês.